# Johannes Kaiser (politico)
Johannes Maximilian Kaiser Barents von Hohenhagen (Santiago del Cile, 5 gennaio 1976) è un politico cileno, fondatore del Partito Nazionale Libertario ed ex membro del Partito Repubblicano. È stato descritto da diversi media come un politico ultraconservatore, populista, pinochettista, e di estrema destra..
Attualmente è pre-candidato alla presidenza del Cile per le elezioni del 2025. Ricopre il ruolo di deputato della Repubblica dal marzo 2022, rappresentando il distretto nº 10 della Regione Metropolitana di Santiago.
Kaiser si autodefinisce un «reazionario». Tra le sue posizioni spiccano il suo sostegno storico al Colpo di Stato in Cile del 1973 e le sue opinioni su temi come l’immigrazione clandestina in Cile o il possesso di armi.
Inoltre, si definisce paleolibertario, social-conservatore, antiabortista e minarchico rispetto al ruolo dello Stato.

## Primi anni e vita privata

### Famiglia
È nato il 5 gennaio 1976 a Santiago del Cile, primogenito di Juan Cristián Kaiser Wagner e Rosmarie Angelika Barents Haensgen, entrambi di origine tedesco-cilena. Suo nonno paterno, Friedrich Ernst Kaiser Richter, fu un socialdemocratico che arrivò come rifugiato dal Württemberg nel 1936, dopo l'ascesa al potere di Adolf Hitler. Si sposò con Rosemarie Wagner Schilling, una tedesco-cilena di quarta generazione, nell’aprile del 1939.
Friedrich fu il primo membro della famiglia Kaiser a impegnarsi in politica. Si stabilì a Villarrica, nel Sud del Cile, e fu 9º sindaco della città tra il 1956 e il 1957. Juan Cristián, imprenditore e avvocato, ebbe anch’egli una breve carriera politica, prima come dirigente giovanile del Partito Nazionale e nel 2001 come candidato alla Camera dei deputati per l’Unione Democratica Indipendente.
Juan Cristián e Rosemarie divorziarono nel 1995; prima del divorzio, Rosemarie cambiò il suo cognome da Barents a Barents-Von Hohenhagen e, di conseguenza, quello dei suoi sei figli. Tra i fratelli di Johannes si distinguono l'avvocato Axel e la politica Vanessa.

### Formazione e lavori
Ha studiato i primi anni in diverse scuole, tra cui la Deutsche Schule Sankt Thomas Morus, il Collegio Tedesco di Santiago, quello di Villarrica e quello di Temuco, mentre si trasferiva tra queste città. Ha completato gli ultimi due anni di istruzione secondaria presso la Escuela Militar del Libertador Bernardo O'Higgins. Nel 1995 si è iscritto alla facoltà di giurisprudenza presso l'Università Finis Terrae di Santiago, studi che non ha concluso, per poi trasferirsi in Germania per studiare presso l'Università di Heidelberg, senza terminare neanche lì gli studi.
Successivamente si è trasferito a Innsbruck (Austria), dove ha svolto diverse attività lavorative: cameriere, receptionist d’albergo, operaio edile, venditore di automobili nuove e usate, gestore di ristorante e giornalista sportivo freelance per il club calcistico Wacker Innsbruck, tra gli altri impieghi temporanei.
Secondo la sua biografia, ha seguito corsi di diverse facoltà, tra cui scienze politiche, filosofia, sociologia, economia, storia e diritto presso l'Università di Innsbruck, senza completare nessuna di queste lauree. L’università di Innsbruck ha dichiarato nell’aprile 2022 che Kaiser risultava iscritto solo in tre corsi di laurea: scienze politiche (2001−2015), storia (2001−2004) e diritto (2014−2019), senza conseguire alcun titolo.

### Matrimonio, relazioni e figli
Nel 2022 ha sposato Ivette Avaria Vera, che all’epoca lavorava come consulente per l’UDI, conosciuta nello stesso anno. Nel 2023 è nata la loro figlia Helena Josefina. Ha inoltre altri due figli nati prima del matrimonio. I membri della sua famiglia si sono convertiti al cristianesimo ortodosso da altre confessioni in momenti diversi.

## Carriera politica

### Militanza nell’UDI
Prima del suo attivismo, Johannes è stato membro dell’Unione Democratica Indipendente fino alle sue dimissioni, motivate dal rifiuto dei cambiamenti ideologici nella linea del partito.

### Attivismo digitale (2013–2021)
Nel settembre 2013 ha creato «El Nacional-Libertario» (originariamente con un altro nome), il suo canale YouTube, dove conta più di 100 mila iscritti. Attraverso questa piattaforma conduce un programma politico dal novembre 2016, e ha pubblicato un documentario da lui realizzato sulla storia familiare dell’ex brigadiere dell’Esercito cileno Miguel Krassnoff Martchenko, intitolato «I cosacchi e Miguel Krassnoff: la storia non raccontata».
Nel 2017 si è avvicinato al politico José Antonio Kast, per il quale ha fatto campagna sui social network, e nel 2019 è entrato a far parte del partito politico da lui fondato, il Partito Repubblicano.

#### Querela: Caso Pisagua
Nel 2021 ha dichiarato che le persone fucilate nel Caso Pisagua erano state «giustamente fucilate», ricevendo così una querela da parte dei familiari delle vittime, oltre a una successiva sanzione da parte della Corte d’Appello del Cile, che ha stabilito la rimozione di tali video da YouTube.

#### Presunta critica al voto femminile
Nel 2018 Kaiser ha criticato scherzosamente il suffragio femminile, riferendosi alle donne che votano per partiti favorevoli all'immigrazione, nel contesto delle aggressioni sessuali avvenute in Germania tra il 2015 e il 2016. È stato quindi accusato di misoginia, e in seguito ha annunciato le sue dimissioni dal partito. Anni dopo ha dichiarato che non stava ridicolizzando il voto femminile, ma criticava le persone che votano «contro i propri interessi».

### Periodo parlamentare

#### Partito Repubblicano
Nel 2021 è tornato in Cile per candidarsi come deputato alle elezioni parlamentari per il Partito Repubblicano nel distretto n.º 10 della Regione Metropolitana di Santiago. Ha ottenuto 26 709 voti, risultando eletto.
Il 24 novembre, tre giorni dopo le elezioni e nel contesto della campagna per il secondo turno delle presidenziali, José Antonio Kast ha annunciato che Johannes Kaiser sarebbe stato deferito al tribunale supremo del Partito Repubblicano per valutare la sua permanenza, a causa della polemica sorta dopo la diffusione virale di un estratto video in cui criticava il voto femminile.
L’11 marzo 2022 ha assunto ufficialmente la carica di deputato, entrando a far parte delle commissioni permanenti per i Diritti Umani e Popoli Indigeni; Difesa Nazionale; Governo Interno e Regionalizzazione; nonché Etica e Trasparenza. È rimasto nella bancada del Partito Repubblicano come indipendente, pur avendo lasciato il partito.
Il 9 settembre 2022 è stato annunciato il suo ritorno al Partito Repubblicano.
Nel plebiscito costituzionale cileno del 2023, il deputato Kaiser ha annunciato che avrebbe votato per l'opzione «Contro», precisando tuttavia che non avrebbe fatto campagna per rispetto al partito (la cui dirigenza aveva optato per l'opzione «A Favore»), cosa che ha rispettato.
Successivamente il partito ha sanzionato il deputato, rimuovendolo dalle commissioni legislative per aver espresso pubblicamente un voto contrario rispetto alla linea adottata dalla dirigenza, motivando così la sua seconda uscita dal partito, formalizzata il 9 gennaio 2024 e comunicata in precedenza il 2 gennaio.

#### Partito Nazionale Libertario

Logo del Partito Nazionale Libertario.

Il 19 febbraio 2024 ha annunciato su Radio Agricultura la sua intenzione di candidarsi alle presidenziali, dichiarandosi disposto a partecipare alle primarie dell'opposizione nel 2025, cosa che ha poi scartato nel gennaio successivo per via del suo dissenso con la riforma pensionistica sostenuta dalla coalizione di centrodestra Chile Vamos. Allo stesso modo, Kaiser ha infine escluso anche una primaria con i Repubblicani e il Partito Sociale Cristiano a causa dell'interesse di tutti e tre a presentarsi direttamente al primo turno.

## Storico elettorale
| Anno | Tipo                      | Territorio    | Coalizione               | Partito | Voti   | %    | Esito    |
| ---- | ------------------------- | ------------- | ------------------------ | ------- | ------ | ---- | -------- |
| 2021 | Parlamentari per deputato | 10º distretto | Fronte Sociale Cristiano | PRCh    | 26 610 | 5,82 | Deputato |